# 艾特尔博恩
艾特尔博恩是德国莱茵兰-普法尔茨州的一个市镇。总面积7.10平方公里，总人口2437人，其中男性1191人，女性1246人（2011年12月31日），人口密度343人/平方公里。